# Jerzy Wyrobek
Jerzy Jan Wyrobek (Chorzów, 19 de diciembre de 1949 - 26 de marzo de 2013) fue un jugador de fútbol profesional y entrenador polaco.

## Biografía
Jerzy Jan Wyrobek se desempeñaba en la posición de defensa. Entre 1970 y 1977 jugó un total de 15 encuentros representando a la selección de fútbol de Polonia. También jugó y entrenó al Ruch Chorzów. Además dedicó su carrera futbolística a jugar con el Stadion Śląski Chorzów, Zagłębie Wałbrzych, Ruch Chorzów, con el que fue campeón en tres ocasiones de la Ekstraklasa en las temporadas 1974, 1975 y 1979, además de ganar la Copa de Polonia en 1974.
Tras retirarse volvió al mundo futbolístico como entrenador de varios equipos como el Ruch Chorzów, Odra Wodzisław Śląski, Pogoń Szczecin, KSZO Ostrowiec Świętokrzyski, Tur Turek, GKS Jastrzębie y por último en el Zagłębie Sosnowiec, equipo en el que se retiró como entrenador en 2012.

## Clubes

### Como jugador
| Club                   | País     | Año         |
| ---------------------- | -------- | ----------- |
| Stadion Śląski Chorzów | Polonia  | 1965 - 1967 |
| Zagłębie Wałbrzych     | Polonia  | 1967 - 1969 |
| Ruch Chorzów           | Polonia  | 1969 - 1982 |
| SC Paderborn 07        | Alemania | 1982 - 1986 |

### Como entrenador
| Club                         | País    | Año         |
| ---------------------------- | ------- | ----------- |
| Ruch Chorzów                 | Polonia | 1987 - 1990 |
| Ruch Chorzów                 | Polonia | 1995 - 1996 |
| GKS Tychy                    | Polonia | 1996 - 1997 |
| GKS Bełchatów                | Polonia | 1997 - 1998 |
| Odra Wodzisław Śląski        | Polonia | 1998 - 2001 |
| Zagłębie Lubin               | Polonia | 2001 - 2002 |
| Pogoń Szczecin               | Polonia | 2002 - 2003 |
| Ruch Chorzów                 | Polonia | 2003 - 2005 |
| KSZO Ostrowiec Świętokrzyski | Polonia | 2005 - 2006 |
| Tur Turek                    | Polonia | 2008        |
| GKS Jastrzębie               | Polonia | 2008 - 2010 |
| Tur Turek                    | Polonia | 2010 - 2011 |
| Zagłębie Sosnowiec           | Polonia | 2011 - 2012 |

## Palmarés
- Ekstraklasa (3): 1974, 1975 y 1979
- Copa de Polonia: 1974

## Muerte
Jerzy Wyrobek falleció en 26 de marzo de 2013 a la edad de 63 años.